# بانکا اینتزا
بانکا اینتزا (انگلیسی: Banca Intesa) شرکت خدمات مالی و بانکداری ایتالیایی است، که در سال ۱۹۹۸ تأسیس شد و هم‌اکنون زیرمجموعه‌ای از بانک اینتسا سانپائولو می‌باشد.